# Trzecia zima
Trzecia zima – trzeci singel promocyjny z albumu Vena Amoris Anity Lipnickiej. Piosenkarka jest jednocześnie kompozytorką i autorką tekstu. Utwór to poetycka piosenka - wspomnienie osoby, z którą przyszło się rozstać, a którą ciężko zapomnieć. Utwór firma Mystic opublikowała 24 stycznia 2014 w serwisie YouTube, a oficjalna promocja radiowa rozpoczęła się 27 stycznia.

## Notowania
| Lista                                | Pozycja |
| ------------------------------------ | ------- |
| Lista Przebojów Trójki               | 17      |
| Lista Przebojów Portalu e-migrant.eu | 11      |
| RagaTop - Radio Olsztyn              | 29      |